# WASP-26
WASP-26 — двойная звезда в созвездии Кита, удалённая на расстояние около 815 световых лет от нашей Солнечной системы. Первый компаньон спектрального класса G0, а второй, более меньший, имеет K-класс. Обе звезды гравитационно связаны и находятся на расстоянии 3800 а. е. друг от друга, совершая полный оборот за 170 000 лет. Первая звезда имеет планетную систему, состоящую из одной планеты.

## Планетная система
WASP-26b — горячий юпитер, обращающийся на расстоянии 0,04 а. е. от родной звезды. Планету открыл телескоп SuperWASP в 2010 году транзитным методом.